# Ghukasawan
Ghukasawan – wieś w Armenii, w prowincji Ararat. W 2011 roku liczyła 2019 mieszkańców.
Ma ona 2.79 Kilometra kwadratowego.